# Black Mesa
Black Mesa (ранее известная как Black Mesa: Source) — компьютерная игра в жанре шутера от первого лица, разработанная студией Crowbar Collective; ремейк игры Half-Life компании Valve, выпущенной в 1998 году. Изначально проект был анонсирован в 2004 году, а в 2012 году выпущен как бесплатная пользовательская модификация; в дальнейшем, с одобрения компании-правообладателя Valve и через принадлежащий ей же сервис Steam, Black Mesa была выпущена уже в качестве самостоятельной коммерческой игры: в 2015 году — в раннем доступе, в 2020 году — в полном завершённом виде.
Первоначально разработка Black Mesa была запущена в качестве ответа на выход в 2004 году игры Half-Life: Source — выполненного самой же Valve переноса Half-Life на движок Source без каких-либо улучшений в графике или геймплее. Crowbar Collective возникла как объединение двух работавших независимо друг от друга команд поклонников оригинальной игры — они пытались воссоздать Half-Life, в полной мере используя расширенные возможности движка Source, переработать все текстуры, модели и уровни, создать реалистичный геймплей — эти цели сдвигались по мере выхода новых версий Source и совершенствования технологий, так что игра в течение многих лет пребывала в статусе vaporware. Crowbar Collective также переработала дизайн ряда уровней и головоломок, искусственный интеллект противников; наиболее значительной переработке подверглись последние уровни игры, действие которых происходит вне Земли, в чужом мире Зен.
Первоначальный выход Black Mesa в 2012 году собрал положительные отзывы критиков; последующие доработанные издания получили ещё более высокие оценки. Обозреватели отмечали улучшенный геймплей и внимание разработчиков к деталям в воссоздании оригинала; особых похвал удостоились переработанные уровни в мире Зен.

## Игровой процесс
Как и в оригинальной игре Half-Life, игрок берёт на себя роль Гордона Фримена, одного из учёных исследовательского комплекса «Чёрная Меза», который, из-за случившегося инцидента, должен устранить угрозу инопланетного вторжения. События игры происходят как в стенах подземного научного комплекса, так и на его поверхности, а позже — в инопланетном фантастическом мире Зен. Игра имеет линейную структуру — окончание каждого уровня является началом следующего, а прохождение обычно не подразумевает обходных или дополнительных путей. Исследование уровней совмещает в себе как сражение с противниками, так и элементы платформера, а также решение различных головоломок.
Сюжет ремейка хронологически ничем не отличается от оригинальной игры. Наибольшим изменениям подверглись главы с 15-й по 18-ю и глава-эпилог, которые разворачиваются в Зене: их карты были значительно расширены и сам Зен стал гораздо разнообразней. В то же время Crowbar Collective при их создании реализовали некоторые идеи, которые Valve задумывали для оригинальной Half-Life, но по ряду причин отказались от них.
Black Mesa, как и оригинал 1998 года, поделена на несколько сюжетных глав. Игрок может выбрать уровень сложности игры из трёх представленных, который влияет на количество получаемого урона, и урона оружия игрока.
Поведение оружия было изменено, а сложность игры заметно повысилась. Также претерпели изменения и союзники игрока. Они получили больше фраз, появилось больше заготовленных ситуаций. Также был улучшен искусственный интеллект персонажей.
Помимо существенных изменений, были и мелкие. Например, учёные теперь не могут лечить игрока, что было очень нужной функцией в оригинальной игре, так как лечение учёных восстанавливало больше здоровья, чем аптечка.

## Разработка и выпуск
Оригинальная игра Half-Life, выпущенная в 1998 году, использовала движок GoldSrc. В последующие годы компания Valve разработала намного более совершенный движок Source — он использовался в игре Half-Life 2, выпущенной в 2004 году, и в этом же году Valve переиздала несколько своих предыдущих игр, портированных на этот новый движок. Среди них был и порт Half-Life под названием Half-Life: Source. Кроме переноса на новый движок — и, как следствие, использование его физической части, основанной на Havok, а также некоторых новых эффектов освещения и изображения поверхности воды — игра не претерпела практически никаких изменений: архитектура уровней, модели и текстуры остались теми же, что и в версии 1998 года.
Создание Black Mesa началось с объединения двух независимых команд добровольцев, которых связывала общая цель: перенести Half-Life на движок Source, максимально используя его возможности. Из двух команд была собрана одна, численностью 13 человек, и в сентябре 2004 года они объявили о разработке Black Mesa. Изначально проект назывался Black Mesa: Source, но позже Valve попросили их убрать из названия слово «Source», чтобы избежать путаницы. В мае 2006 года одна из находящихся в разработке версий Black Mesa, называемая «Альфа-6», попала в Интернет. Позже команда разработчиков выросла, и в ней уже состояло 39 человек. Они заявили, что оставят сюжет и геймплей практически такими же, как и в оригинале. Дизайнеры изменили и сократили некоторые игровые локации, которые они посчитали «утомительными» или «ненужными» в оригинальной Half-Life.

Мы стараемся сделать Half-Life так, как сделали бы Valve, если бы они на то время владели такими технологиями, как сегодня. Source Engine даёт возможность восстановить уровни прошлых лет, однако в этом есть свои сложности. С одной стороны, мы можем построить гораздо больше карт и предоставить более реалистичные масштабы, с другой стороны, это, конечно же, гораздо больше работы.— Дэниел Джунек, главный дизайнер уровней.
Игра разрабатывалась более восьми лет под руководством Карлоса Монтеро. Изначально она должна была выйти в конце 2009 года, однако позже её выход перенесли на 2010 год, а затем — на 2011 год.
13 января 2010 года разработчики официально предоставили модификацию австралийскому игровому журналу PC PowerPlay. 31 августа 2010 года один из разработчиков игры, Джеймс «orcone» Мартин, без предварительного обсуждения с другими членами команды предоставил Black Mesa сайту Atomic PC. К опубликованной статье журналисты сайта добавили более 100 скриншотов игры, что спровоцировало скандал, закончившийся изгнанием Джеймса Мартина из команды разработчиков. Лидер проекта Карлос «cman2k» Монтеро попросил удалить все выложенные скриншоты, однако было уже поздно, и они успели распространиться по всей сети.
Один из фанатов игры решил своеобразно поторопить разработчиков и на форуме сообщества оставил комментарий, согласно которому он готов пожертвовать 150 долларов в том случае, если модификация выйдет до 1 декабря 2012 года. При этом он уточнил, что имеется в виду окончательный выход модификации, а не анонс точной даты — только в этом случае он готов расстаться со своими деньгами. Самое любопытное в том, что его не стали игнорировать. Один из разработчиков, Джеймс Кейн (англ. James Kane), ответил на это заявление и написал: «Вызов принят».
10 июня 2012 года Black Mesa Team объявили о том, что если Facebook-страница игры наберёт 20 000 голосов, то они опубликуют новую информацию об игре. 1 сентября 2012 года на официальном сайте разработчиков был запущен таймер обратного отсчёта, показывающий оставшееся до выпуска модификации время и заканчивающийся 14 сентября 2012 года. Однако в первый релиз одиночной игры не вошли главы в мире Зен в связи с тем, что работа над ними ещё не закончена. Тем не менее разработчики пообещали скорейший выпуск полной версии модификации. Тогда же стал доступен саундтрек игры.
19 сентября 2013 года в группе разработчиков модификации появились сведения о том, что Valve дала «зелёный свет», и полная версия Black Mesa с миром Зен и многопользовательским режимом выйдет на коммерческой основе в сервисе цифровой дистрибуции Steam. Также был обещан выпуск исходных файлов карт для Valve Hammer Editor. Обновлённая версия Black Mesa с многопользовательским режимом была выпущена 5 мая 2015 года в раннем доступе в Steam; тем не менее главы в измерении Зен не были доступны и в этой версии. В 2016 году был существенно обновлён уровень «Поверхностное натяжение» — в игру были возвращены недостающие части локаций, которые присутствовали в оригинальной Half-Life, но были урезаны в ремейке. 28 октября 2016 года была выпущена версия для Linux.
Также в 2016 году было объявлено, что главы измерения Зен выйдут летом 2017 года. Тем не менее впоследствии их выход неоднократно откладывался. Бета-тест первой части глав мира Зен был выпущен 26 июня 2019 года. В августе 2019 года были выпущены для тестирования главы «Зен» и «Логово Гонарха». В декабре 2019 года вышло крупное обновление полной версии Black Mesa: уровни с Зеном вышли из стадии бета-тестирования, однако игра всё ещё оставалась в раннем доступе.
26 января 2020 года разработчики сообщили, что работают над улучшением дизайна земных глав, чтобы они соответствовали графическому уровню Зена, и над искусственным интеллектом противников; в связи с этим потребуется ещё несколько месяцев работы, прежде чем выйдет полная версия. 25 февраля 2020 года Адам Энгельс, главный разработчик игры, рассказал, что полная версия выйдет в Steam 5 марта. Окончательно Black Mesa вышла из раннего доступа днём позже, 6 марта 2020 года.
Отвечая на вопросы пользователей Reddit о ремейках дополнений, Half-Life: Opposing Force и Half-Life: Blue Shift, разработчики написали, что таких планов у них нет. Однако над ними работает другая независимая команда — Tripmine Studios; их проекты носят названия Operation Black Mesa и Guard Duty соответственно. При этом данные ремейки создаются с нуля, не задействуя контент из Black Mesa. В феврале 2021 года был анонсирован ещё один ремейк Blue Shift, но уже в качестве любительской модификации к проекту Crowbar Collective — Black Mesa: Blue Shift от HECU Collective, первая демоверсия которого вышла 16 марта того же года.
25 ноября 2020 года команда разработчиков выпустила бесплатное обновление Black Mesa Definitive Edition, тем самым завершив работу над игрой спустя 16 лет.

## Саундтрек
Саундтрек Black Mesa написан композитором Джоэлем Нилсеном и был выпущен вместе с модификацией. С начала 2008 года 6 демо-треков можно было бесплатно загрузить с официального сайта. В середине марта 2011 года саундтрек был закончен и «ушёл на золото». Саундтреки доступны для скачивания на официальном сайте (30 треков, продолжительность 50 минут). Включённые в саундтрек треки отличаются по звучанию от тех, что были ранее доступны на сайте.
Кроме того, в официальный саундтрек не были включены 9 коротких (от 31-й секунды) внутриигровых ambient-композиций, но они доступны в папке игры.
| №                   | Название                        | Музыка                | Наличие в игре      | Длительность |
| ------------------- | ------------------------------- | --------------------- | ------------------- | ------------ |
| 1.                  | «Anomalous Materials»           | быстрая, агрессивная  | зелёная ✓           | 0:59         |
| 2.                  | «Apprehension (Mesa Remix)»     | эмбиент               | зелёная ✓           | 1:27         |
| 3.                  | «Blast Pit 1»                   | эмбиент               | зелёная ✓           | 1:03         |
| 4.                  | «Blast Pit 2 (Mesa Remix)»      | эмбиент               | зелёная ✓           | 1:59         |
| 5.                  | «Blast Pit 3»                   | быстрая, агрессивная  | зелёная ✓           | 1:32         |
| 6.                  | «End Credits Part 1»            | быстрая, агрессивная  | зелёная ✓           | 1:27         |
| 7.                  | «End Credits Part 2»            | медленная, мелодичная | зелёная ✓           | 1:56         |
| 8.                  | «Forget About Freeman»          | быстрая, агрессивная  | зелёная ✓           | 2:30         |
| 9.                  | «Inbound Part 1»                | эмбиент               | зелёная ✓           | 1:50         |
| 10.                 | «Inbound Part 2»                | эмбиент               | зелёная ✓           | 4:00         |
| 11.                 | «Inbound Part 3»                | эмбиент               | зелёная ✓           | 3:08         |
| 12.                 | «Lambda Core»                   | быстрая, агрессивная  | зелёная ✓           | 1:15         |
| 13.                 | «Office Complex (Mesa Remix)»   | эмбиент               | зелёная ✓           | 1:38         |
| 14.                 | «On a Rail 1»                   | медленная, мелодичная | зелёная ✓           | 2:15         |
| 15.                 | «On a Rail 2»                   | быстрая, агрессивная  | зелёная ✓           | 1:08         |
| 16.                 | «Power Up»                      | эмбиент               | зелёная ✓           | 0:50         |
| 17.                 | «Questionable Ethics 1»         | быстрая, агрессивная  | зелёная ✓           | 1:22         |
| 18.                 | «Questionable Ethics 2»         | быстрая, агрессивная  | зелёная ✓           | 0:55         |
| 19.                 | «Residue Processing»            | быстрая, агрессивная  | зелёная ✓           | 1:01         |
| 20.                 | «Surface Tension 1»             | быстрая, агрессивная  | зелёная ✓           | 2:30         |
| 21.                 | «Surface Tension 2»             | быстрая, агрессивная  | зелёная ✓           | 2:01         |
| 22.                 | «Surface Tension 3»             | быстрая, агрессивная  | зелёная ✓           | 1:40         |
| 23.                 | «Surface Tension 4»             | медленная, мелодичная | зелёная ✓           | 1:30         |
| 24.                 | «Unforeseen Consequences»       | медленная, мелодичная | зелёная ✓           | 1:07         |
| 25.                 | «We’ve Got Hostiles»            | быстрая, агрессивная  | зелёная ✓           | 1:58         |
| 26.                 | «Black Mesa Theme (Mesa Remix)» | эмбиент               | зелёная ✓           | 1:18         |
| 27.                 | «Black Mesa Theme»              | медленная, мелодичная | ❌                  | 0:54         |
| 28.                 | «Apprehension»                  | медленная, мелодичная | ❌                  | 1:47         |
| 29.                 | «Blast Pit 2»                   | медленная, мелодичная | ❌                  | 1:29         |
| 30.                 | «Office Complex»                | медленная, мелодичная | зелёная ✓           | 1:20         |
| Общая длительность: | Общая длительность:             | Общая длительность:   | Общая длительность: | 50:03        |

Вторая часть саундтрека была выпущена 1 августа 2019 года с одновременным выпуском двух глав в бета-тест мира Зен.

## Восприятие
| Иноязычные издания    | Иноязычные издания |
| Издание               | Оценка             |
| --------------------- | ------------------ |
| CVG                   | 8,5/10             |
| Русскоязычные издания |                    |
| Издание               | Оценка             |
| 3DNews                | 9,0/10             |
| PlayGround.ru         | 9,3/10             |
| «Игромания»           | 9/10               |
| «Игры Mail.ru»        | 8/10               |

### Награды
- Mod DB — Лучшая разрабатываемая модификация в 2005 году[34]
- Mod DB — Лучшая разрабатываемая модификация в 2006 году[35]
- Mod DB — Поощрительная премия для не вышедшей модификации в 2007 году[36]
- Mod DB — Лучшая модификация 2012 года[37]

В голосовании за лучший мод десятилетия, запущенном в честь двадцатилетия Mod DB, Black Mesa занял четвёртое место, уступив модификациям «Хроники Миртаны: Архолос», Mental Omega и Enderal.

#### Антинаграды
- Wired Vaporware 2009: Inhale the Fail (4-е место)[39]
- Wired Vaporware 2010: The Great White Duke (4-е место)[40]

### Продажи
Летом 2018 года, благодаря уязвимости в защите Steam Web API, стало известно, что точное количество пользователей сервиса Steam, которые играли в игру хотя бы один раз, составляет 595 780 человек.